# Drosophila paragata
Drosophila paragata är en tvåvingeart som beskrevs av Lachaise och Chassagnard 2001. Drosophila paragata ingår i släktet Drosophila och familjen daggflugor.
Artens utbredningsområde är Tanzania.